# 산리쿠 연안

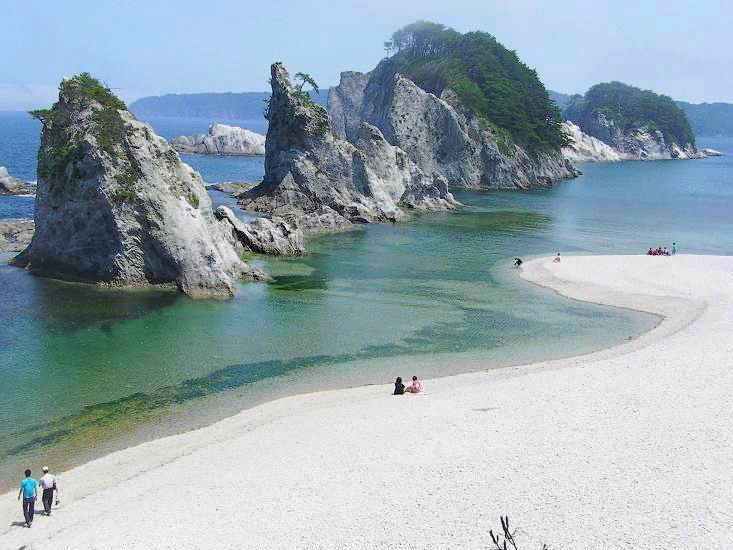
2007년 촬영한 리쿠추 해안 국립공원의 조도가하마.

산리쿠 연안 또는 산리쿠 해안(일본어: 三陸海岸 산리쿠카이간[*])은 일본 도호쿠 지방에 있는 율령국이었던 리쿠오국, 리쿠추국, 리쿠젠국(산리쿠)에 걸치는 태평양 연안 지역을 의미한다. 21세기 현대에 와서 "산리쿠"라고 하면 보통 산리쿠 연안의 약칭을 말하는 것으로 세 율령국을 묶어 가리키는 예는 드물다. 현대의 일본 행정구역으로는 북단의 아오모리현에서 이와테현, 남쪽으로 미야기현 연안까지를 이르는 의미이다.
지형학적으로는 기타카미 산지가 해안선에 접하는 지역을 의미하는 것으로 아오모리현 동남쪽의 하치노헤시 사메카도 등대부터 해서 이와테현 연안을 걸쳐 미야기현 이시노마키시의 만고쿠우라까지 총 길이 600km의 해안을 의미한다.

## 쓰나미
산리쿠 연안은 고대부터 일본 해구에서 일어난 지진 등으로 만들어진 쓰나미 피해를 여러 차례 입었다. 리아스식 해안 특성상 쓰나미 높이가 매우 커지기 때문에 쓰나미 방재 조치가 강한 지역이기도 하다.
산리쿠 연안에 닥친 주요 지진 쓰나미는 다음과 같다.
- 조간지진 (869년)
- 게이초 산리쿠 지진 (1611년)
- 엔포 하치노헤 해역 지진 (1677년)
- 호레키 하치노헤 해역 지진 (1763년)
- 간세이 지진 (1793년)
- 안세이 하치노헤 해역 지진 (1856년)
- 메이지 산리쿠 해역 지진 (1896년)
- 쇼와 산리쿠 해역 지진 (1933년)
- 칠레 발디비아 지진 (1960년)
- 도호쿠 지방 태평양 해역 지진 (2011년)

## 같이 보기
- 산리쿠